# 부서진 세월
《부서진 세월》(영어: The Day of the Locust)은 미국에서 제작된 존 슐레진저 감독의 1975년 풍자 시대극 영화이다. 윌리엄 애서턴, 캐런 블랙, 도널드 서덜랜드 등이 출연하였고, 제롬 헬먼 등이 제작에 참여하였다.

## 줄거리
1930년대 탐욕과 야망이 넘치는 할리우드에서 막 예일 대학교를 졸업한 예술 영화 감독 지망생, 돈과 명성을 탐하는 이웃의 매혹적인 금발 여배우, 이 여배우가 이용해 먹으려고 궁리 중인 내성적인 회계사의 이야기가 펼쳐진다.

## 출연진
- 윌리엄 애서턴
- 캐런 블랙
- 도널드 서덜랜드
- 버지스 메러디스
- 제럴딘 페이지
- 리처드 A. 다이사트
- 보 홉킨스
- 페페이 서나
- 재키 헤일리
- 글로리아 리로이
- 매지 케네디
- 글로리아 스트룩
- 니타 탤벗
- 폴 스튜어트
- 존 힐러먼
- 윌리엄 C. 캐슬
- 폴 저바라

## 기타 제작진
- 협력 제작: 셸던 슈레이거
- 미술: 리처드 맥도널드, 존 로이드
- 의상: 앤 로스